# Vačice Robinsonova
Vačice Robinsonova (Marmosa robinsoni) je malá vačice z čeledi vačicovitých (Didelphidae) žijící v tropických deštných lesích Střední Ameriky a na SZ Jižní Ameriky až do výšky 2 600 m n. m.

## Popis
- Délka těla: 16,5-18,5 cm
- Ocas: 26 – 28 cm

Barva srsti je typicky skořicově hnědá, spodní strana těla je zbarvená do žluta. Barva hřbetu může být různá, od červenohnědé až po šedou. Má dlouhý špičatý čenich a velké oči. Velikost obličejové masky se liší podle místa rozšíření. Dlouhý ovíjivý ocas je řídce pokryt bílou srstí a slouží jako pátá končetina. Chodidla jsou přizpůsobena k pevnému uchopení větve.

## Způsob života
Vačice Robinsonova je aktivní po celou noc, přes den spí v hnízdě, které si buduje v dutinách stromů nebo v opuštěných ptačích hnízdech. Vždy po probuzení se věnuje péči o srst, speciální pozornost věnuje obličeji a čenichu. Živí se hmyzem a ovocem. Nemá trvalé hnízdo; každý den si vybuduje nové. V divočině žije samotářsky, v zajetí se mezi vačicemi vytvořila sociální hierarchie. Samci demonstrovali svou nadřazenost tím, že značkovali výběh olejovitými výměšky.

## Rozmnožování
Rozmnožuje se dvakrát až třikrát ročně, po 17 dnech březosti se rodí až 10 mláďat. Musejí se držet matčiny srsti, protože tento druh vačice nemá vak. Mláďata s matkou zůstávají 65 dní, za tu dobu se plně vyvinou.